# Oswald Schumann

Oswald Schumann

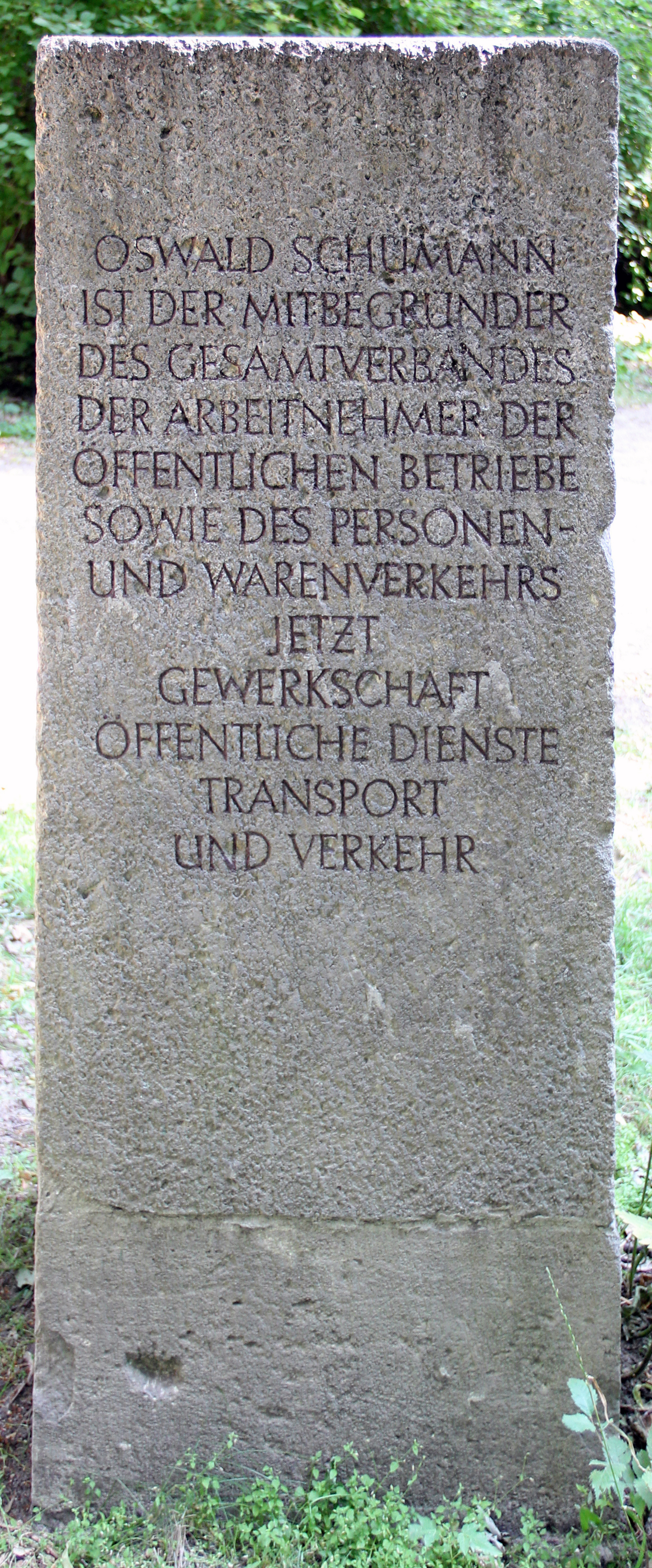
Gedenkstein im Großen Tiergarten, Oswald-Schumann-Platz, Berlin-Tiergarten

Oswald Schumann (* 11. Dezember 1865 in Borzenzine, Trachenberg (Schlesien); † 9. Juni 1939 in Petershagen bei Berlin) war ein deutscher Gewerkschafter und Politiker (SPD).

## Leben und Wirken
Schumann wurde 1865 als Sohn eines Müllers geboren. Von 1872 bis 1879 besuchte er die Volksschule in Borzenzine. Anschließend arbeitete er drei Jahre als Eisenbahnarbeiter in Beuthen in Oberschlesien. Danach ging er als Handels- und Transportarbeiter nach Breslau und Berlin. Seinen Wohnsitz nahm er später in Mahlsdorf bei Berlin. Als junger Mann trat Schumann in die SPD ein, in der er dem rechten Parteiflügel angehörte. Vom 1. Januar 1897 bis zum 31. Dezember 1929 war Schumann Vorsitzender des Deutschen Transportarbeiter-Verbandes (ab 1923: Deutscher Verkehrsbund). 1905 wurde er Mitglied der Generalkommission der Gewerkschaften Deutschlands, der er bis 1919 angehörte. Von 1908 bis 1919 war Schumann Mitglied des Gemeinderates von Mahlsdorf.
Im Januar 1912 wurde Schumann als Kandidat seiner Partei für den Wahlkreis Frankfurt an der Oder 8 in den Reichstag gewählt, dem er zunächst bis zum Zusammenbruch des Deutschen Kaiserreiches im November 1918 angehörte. Zusammen mit Friedrich Rauch war Schumann bei dieser Wahl einer der ersten beiden ungelernten Arbeiter, die einen Reichstagssitz errangen.
Am 14. November 1918 wurde Schumann als Beigeordneter für das Demobilisationsamt berufen.
Von Januar 1919 bis zum Juni 1920 gehörte Schumann der Weimarer Nationalversammlung an, in der er den Wahlkreis 6 (Frankfurt an der Oder) vertrat. Im Juni 1920 wurde Schumann für den Wahlkreis 5 (Frankfurt an der Oder) in den Reichstag der Weimarer Republik gewählt, dem er fortan ohne Unterbrechung bis zum Juli 1932 angehörte. Dabei wurde sein Mandat viermal – im Mai und Dezember 1924, im Mai 1928 und im September 1930 – bei Wahlen bestätigt. Daneben war er von April 1924 bis 1933 Mitglied des Verwaltungsrates der Deutschen Reichspost. Von 1930 bis November 1932 amtierte Schumann als einer der Vorsitzenden des Gesamtverbandes der Arbeitnehmer der öffentlichen Betriebe und des Personen- und Warenverkehrs.
Nach der nationalsozialistischen „Machtergreifung“ wurde Schumann als einer der Führer des Allgemeinen Deutschen Gewerkschaftsbundes in „Schutzhaft“ genommen, aus der ihn die Nationalsozialisten am 10. Juni 1933 wieder entließen.

## Schriften
- Das Koalitionsrecht der Transport- und Verkehrsarbeiter in Deutschland, Berlin 1913.